# Факанава Тау Лото
Факанава Тау Лото је ненасељено острвце у саставу атола Нукунону у оквиру острвске територије Токелау у јужном делу Тихог океана. Налази се у северозападном делу атола, између острваца Те Каму и Вини. Прекривено је тропским растињем.